# Società Ginnastica Pro Vercelli 1911-1912
Questa voce raccoglie le informazioni riguardanti la Società Ginnastica Pro Vercelli nelle competizioni ufficiali della stagione 1911-1912.

## Rosa
| N. |                   | Ruolo | Calciatore                    |
| -- | ----------------- | ----- | ----------------------------- |
|    | Italia (bandiera) | A     | Alessandro Aimone Marsan (II) |
|    | Italia (bandiera) | C     | Guido Ara                     |
|    | Italia (bandiera) | D     | Felice Barile                 |
|    | Italia (bandiera) | C     | Felice Berardo (II)           |
|    | Italia (bandiera) | D     | Angelo Binaschi               |
|    | Italia (bandiera) |       | Bodo                          |
|    | Italia (bandiera) |       | Giovanni Bossola (II)         |
|    | Italia (bandiera) | D     | Luca Bossola (I)              |
|    | Italia (bandiera) | A     | Carlo Corna (I)               |
|    | Italia (bandiera) | A     | Pietro Ferraro (I)            |
|    | Italia (bandiera) |       | Ferraro (II)                  |
|    | Italia (bandiera) |       | Vincenzo Fresia               |

| N. |                   | Ruolo | Calciatore          |
| -- | ----------------- | ----- | ------------------- |
|    | Italia (bandiera) | P     | Giovanni Innocenti  |
|    | Italia (bandiera) | C     | Pietro Leone (I)    |
|    | Italia (bandiera) | C     | Felice Milano (II)  |
|    | Italia (bandiera) | C     | Giuseppe Milano (I) |
|    | Italia (bandiera) |       | Paolo Piacco        |
|    | Italia (bandiera) |       | Raso                |
|    | Italia (bandiera) |       | Salvaneschi         |
|    | Italia (bandiera) | P     | Sassi               |
|    | Italia (bandiera) | A     | Carlo Rampini (I)   |
|    | Italia (bandiera) | D     | Modesto Valle       |
|    | Italia (bandiera) |       | Visconti            |

## Risultati

### Prima Categoria

#### Andata
| Arbitro: | G.Gama (Milano) |

|  |           |                    |
|  | Marcatori | 10’, 14’ Rampini I |

| Arbitro: | G.Gama (Milano) |

|               |           |                 |
| Milano II 67’ | Marcatori | 26’ (rig.) Lana |

| Arbitro: | G.Gama (Milano) |

|             |           |                                                                                 |
| Valobra 70’ | Marcatori | 8’, 56’ Rampini I 62’ Rampini II 62’ Ferraro I 80’ (aut.) Peruzzi I 88’ Berardo |

| Arbitro: | G.Gama (Milano) |

|  |           |                                                                                  |
|  | Marcatori | 4’, 11’, 39’ Rampini I 16’ Corna 21’ Milano II 61’ Ferraro I 78’ (rig.) Milano I |

| Arbitro: | Meazza (Milano) |

|           |           |  |
| Corna 21’ | Marcatori |  |

| Arbitro: | Calì (Genova) |

|                   |           |           |
| Bontadini 8’, 29’ | Marcatori | 31’ Valle |

| Arbitro: | Varetto (Torino) |

|                               |           |  |
| Piacco 17’ Milano II 50’, 66’ | Marcatori |  |

| Arbitro: | Malvano (Torino) |

|                    |           |                                                         |
| Capello 59’ (rig.) | Marcatori | 2’, 74’ Ferraro I 13’ Rampini I 55’ Corna 85’ Milano II |

| Arbitro: | G.Gama (Milano) |

|                    |           |  |
| Rampini I 29’, 77’ | Marcatori |  |

#### Ritorno
| Arbitro: | Meazza (Milano) |

|                                  |           |  |
| Rampini I 30’, 51’ Ferraro I 36’ | Marcatori |  |

| Arbitro: | Goodley (Torino) |

|                                       |           |                             |
| Rizzi 36’ (rig.) De Vecchi 45’ (rig.) | Marcatori | 38’ Rampini I 41’ Milano II |

| Arbitro: | Radice (Milano) |

|                                  |           |                           |
| Rampini I pt’ st’ Piacco pt’ st’ | Marcatori | pt’ Marchisio pt’ Cavanna |

| Arbitro: | Valvassori (Torino) |

|                               |           |  |
| F.Berardo 4’, 20’ Ferraro 25’ | Marcatori |  |

| Arbitro: | Meazza (Milano) |

|             |           |                                  |
| Reynert 20’ | Marcatori | 10’, 13’ Rampini I 48’ F.Berardo |

| Arbitro: | E.Colombo (Milano) |

|                               |           |          |
| Rampini I 24’, 62’ Piacco 86’ | Marcatori | 14’ Gama |

| Arbitro: | Meazza (Milano) |

|            |           |                            |
| 83’ Parodi | Marcatori | 49’ Binaschi 54’ Rampini I |

| Arbitro: | Meazza (Milano) |

|               |           |  |
| Rampini I 15’ | Marcatori |  |

| Arbitro: | Malvano (Torino) |

|  |           |           |
|  | Marcatori | Rampini I |

### Finale
| Arbitro: | Meazza (Milano) |

|  |           |                                                          |
|  | Marcatori | 15’ Milano I 25’ Berardo 35’ Corna 65’ 69’ 84’ Rampini I |

| Arbitro: | Scamoni (Torino) |

|                                           |           |  |
| Milano II Berardo Ferraro Rampini I Corna | Marcatori |  |

## Statistiche

### Statistiche di squadra
| Competizione    | Punti | In casa | In casa | In casa | In casa | In casa | In casa | In trasferta | In trasferta | In trasferta | In trasferta | In trasferta | In trasferta | Totale | Totale | Totale | Totale | Totale | Totale | DR  |
| Competizione    | Punti | G       | V       | N       | P       | Gf      | Gs      | G            | V            | N            | P            | Gf           | Gs           | G      | V      | N      | P      | Gf     | Gs     | DR  |
| --------------- | ----- | ------- | ------- | ------- | ------- | ------- | ------- | ------------ | ------------ | ------------ | ------------ | ------------ | ------------ | ------ | ------ | ------ | ------ | ------ | ------ | --- |
| Prima Categoria | 38    | 9       | 8       | 1       | 0       | 21      | 4       | 9            | 7            | 1            | 1            | 29           | 8            | 18     | 15     | 2      | 1      | 50     | 12     | +38 |
| Finale          | 4     | 1       | 1       | 0       | 0       | 7       | 0       | 1            | 1            | 0            | 0            | 6            | 0            | 2      | 2      | 0      | 0      | 13     | 0      | +13 |
| Totale          | 42    |         |         |         |         |         |         |              |              |              |              |              |              |        |        |        |        | 63     | 12     | +51 |